# Hygrofan

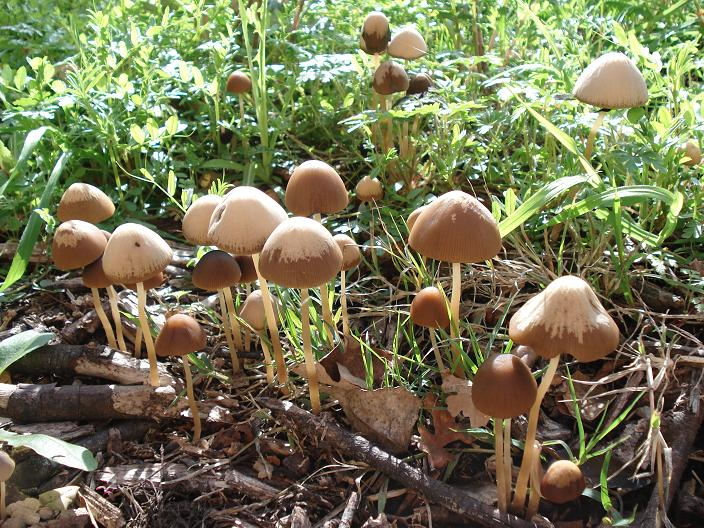
Hygrofana hattar

Hygrofan (grek. hygros, fuktig och fainein, visa), är en term som beskriver hattsvampar, som i väta visar annan färg än i torrt väder. Nära hattens kant bildas ett mörkare, vattnigt bälte, som vid torkning flyttar sig eller försvinner.